# Markel Fernández
Markel Fernández Soto (* 6. Februar 2003 in Sopela) ist ein spanischer Sprinter, der sich auf die 400-Meter-Distanz spezialisiert hat.

## Sportliche Laufbahn
Erste internationale Erfahrungen sammelte Markel Fernández im Jahr 2021, als er bei den U20-Europameisterschaften in Tallinn mit 48,58 s in der ersten Runde im 400-Meter-Lauf ausschied und mit der spanischen 4-mal-400-Meter-Staffel mit 3:17,81 min den Finaleinzug verfehlte. Im Jahr darauf schied er bei den U20-Weltmeisterschaften in Cali mit 46,88 s im Halbfinale über 400 Meter aus und belegte mit der Staffel in 3:06,91 min den vierten Platz. 2023 siegte er in 46,99 s über 400 Meter bei den U23-Mittelmeer-Hallenmeisterschaften in Valencia und anschließend belegte er mit der Staffel bei den Halleneuropameisterschaften in Istanbul in 3:06,87 min den vierten Platz. Im Juli schied er bei den U23-Europameisterschaften in Espoo mit 46,92 s im Semifinale über 400 Meter aus und belegte im Staffelbewerb in 3:05,68 min den sechsten Platz. Im Jahr darauf belegte er bei den Ibero-Amerikanischen Meisterschaften in Cuiabá in 47,77 s den achten Platz und 2025 schied er bei den Halleneuropameisterschaften in Apeldoorn mit 46,82 s im Halbfinale aus. Zudem gewann er mit der Staffel in 3:05,18 min gemeinsam mit Manuel Guijarro, Óscar Husillos und Bernat Erta die Silbermedaille hinter dem niederländischen Team. Bei den World Athletics Relays in Guangzhou kam er in der Männerstaffel zum Einsatz und im Juli belegte er bei den U23-Europameisterschaften in Bergen in 46,02 s den sechsten Platz über 400 Meter. Zudem siegte er mit der Staffel mit neuem U23-Europarekord von 3:02,02 min.

## Persönliche Bestleistungen
- 400 Meter: 45,93 s, 13. Juli 2024 in Burgos
  - 400 Meter (Halle): 46,19 s, 7. März 2025 in Apeldoorn